# تایدرولینگن
تایدرولینگن (به فرانسوی: Thal-Drulingen) یک کمون در فرانسه با جمعیت ۱۶۷ نفر است که در Canton of Drulingen واقع شده‌است.